# Lancaster City FC
Lancaster City FC (celým názvem: Lancaster City Football Club) je anglický fotbalový klub, který sídlí ve městě Lancaster v nemetropolitním hrabství Lancashire. Založen byl v roce 1911 pod názvem Lancaster Town FC. Od sezóny 2017/18 hraje v Northern Premier League Premier Division (7. nejvyšší soutěž). Klubové barvy jsou modrá a bílá.
Své domácí zápasy odehrává na stadionu Giant Axe s kapacitou 3 500 diváků.

## Historické názvy
Zdroj: 
- 1911 – Lancaster Town FC (Lancaster Town Football Club)
- 1937 – Lancaster City FC (Lancaster City Football Club)

## Úspěchy v domácích pohárech
Zdroj: 
- FA Cup
  - 2. kolo: 1946/47, 1972/73
- FA Trophy
  - 4. kolo: 2004/05
- FA Vase
  - 2. kolo: 1986/87, 1990/91

## Umístění v jednotlivých sezonách
Stručný přehled
Zdroj: 
- 1911–1915: Lancashire Combination (Division Two)
- 1919–1947: Lancashire Combination
- 1947–1968: Lancashire Combination (Division One)
- 1968–1970: Lancashire Combination
- 1970–1982: Northern Premier League
- 1982–1985: North West Counties League (Division One)
- 1985–1987: North West Counties League (Division Two)
- 1987–1996: Northern Premier League (Division One)
- 1996–2004: Northern Premier League (Premier Division)
- 2004–2007: Conference North
- 2007–2017: Northern Premier League (Division One North)
- 2017– : Northern Premier League (Premier Division)

Jednotlivé ročníky
Zdroj: 
Legenda: Z – zápasy, V – výhry, R – remízy, P – porážky, VG – vstřelené góly, OG – obdržené góly, +/- – rozdíl skóre, B – body, červené podbarvení – sestup, zelené podbarvení – postup, fialové podbarvení – reorganizace, změna skupiny či soutěže
| Sezóny  | Liga                                         | Úroveň | Z  | V  | R  | P  | VG | OG | +/- | B  | Pozice |
| ------- | -------------------------------------------- | ------ | -- | -- | -- | -- | -- | -- | --- | -- | ------ |
| 2009/10 | Northern Premier League (Division One North) | 8      | 42 | 31 | 3  | 8  | 95 | 45 | +50 | 96 | 2.     |
| 2010/11 | Northern Premier League (Division One North) | 8      | 44 | 21 | 5  | 18 | 80 | 61 | +19 | 68 | 8.     |
| 2011/12 | Northern Premier League (Division One North) | 8      | 42 | 24 | 5  | 13 | 80 | 48 | +32 | 77 | 6.     |
| 2012/13 | Northern Premier League (Division One North) | 8      | 42 | 15 | 8  | 19 | 70 | 73 | -3  | 50 | 13.    |
| 2013/14 | Northern Premier League (Division One North) | 8      | 42 | 24 | 8  | 10 | 75 | 52 | +20 | 80 | 6.     |
| 2014/15 | Northern Premier League (Division One North) | 8      | 42 | 18 | 8  | 16 | 65 | 53 | +12 | 62 | 11.    |
| 2015/16 | Northern Premier League (Division One North) | 8      | 42 | 18 | 15 | 9  | 74 | 57 | +17 | 69 | 6.     |
| 2016/17 | Northern Premier League (Division One North) | 8      | 42 | 27 | 4  | 11 | 73 | 41 | +32 | 85 | 1.     |
| 2017/18 | Northern Premier League (Premier Division)   | 7      | 46 | 14 | 13 | 19 | 66 | 72 | -6  | 55 | 18.    |
| 2018/19 | Northern Premier League (Premier Division)   | 7      | 42 |    |    |    |    |    |     |    |        |